# Commission scolaire Jérôme-Le Royer
La Commission scolaire Jérôme-Le Royer est une ancienne commission scolaire confessionnelle catholique de l'est de l'île de Montréal, au Québec (Canada) ayant existé jusqu'en 1998. Les écoles de la commission scolaire sont de régime linguistique français et anglais et son territoire de desserte comprend les villes d'Anjou, de Saint-Léonard, de Montréal-Est et le quartier Pointe-aux-Trembles de Montréal.[réf. souhaitée] Elle est nommée en l'honneur de Jérôme Le Royer de La Dauversière, religieux et instigateur de la fondation de Ville-Marie. 
Le 1er juillet 1998, lors de l'abolition du système des commissions scolaires confessionnelles pour le transformer en système basé sur le régime linguistique, les écoles francophones sont transférées à la nouvelle Commission scolaire de la Pointe-de-l'Île, alors que les écoles anglophones le sont à la nouvelle Commission scolaire English-Montréal. 